# Spelsystem (sport)
Spelsystem inom lagidrott anger spelarnas grunduppställning eller taktiska disponering på planen och begreppet används bland annat inom fotboll, ishockey, handboll, bandy och basket. Olika spelsystem kan användas beroende på lagets taktik att vilja spela mer offensivt eller defensivt och ett lag kan alternera spelsystem under matchens gång. Spelsystem är beskrivna med siffror som representerar antalet spelare i varje lagdel räknat från den defensiva delen, (målvakt ej inkluderad), till exempel 4-4-2 i fotboll som beskriver en uppställning med 4 backar, 4 mittfältare och 2 forwards.